# Attentat auf Viktor Emanuel III.

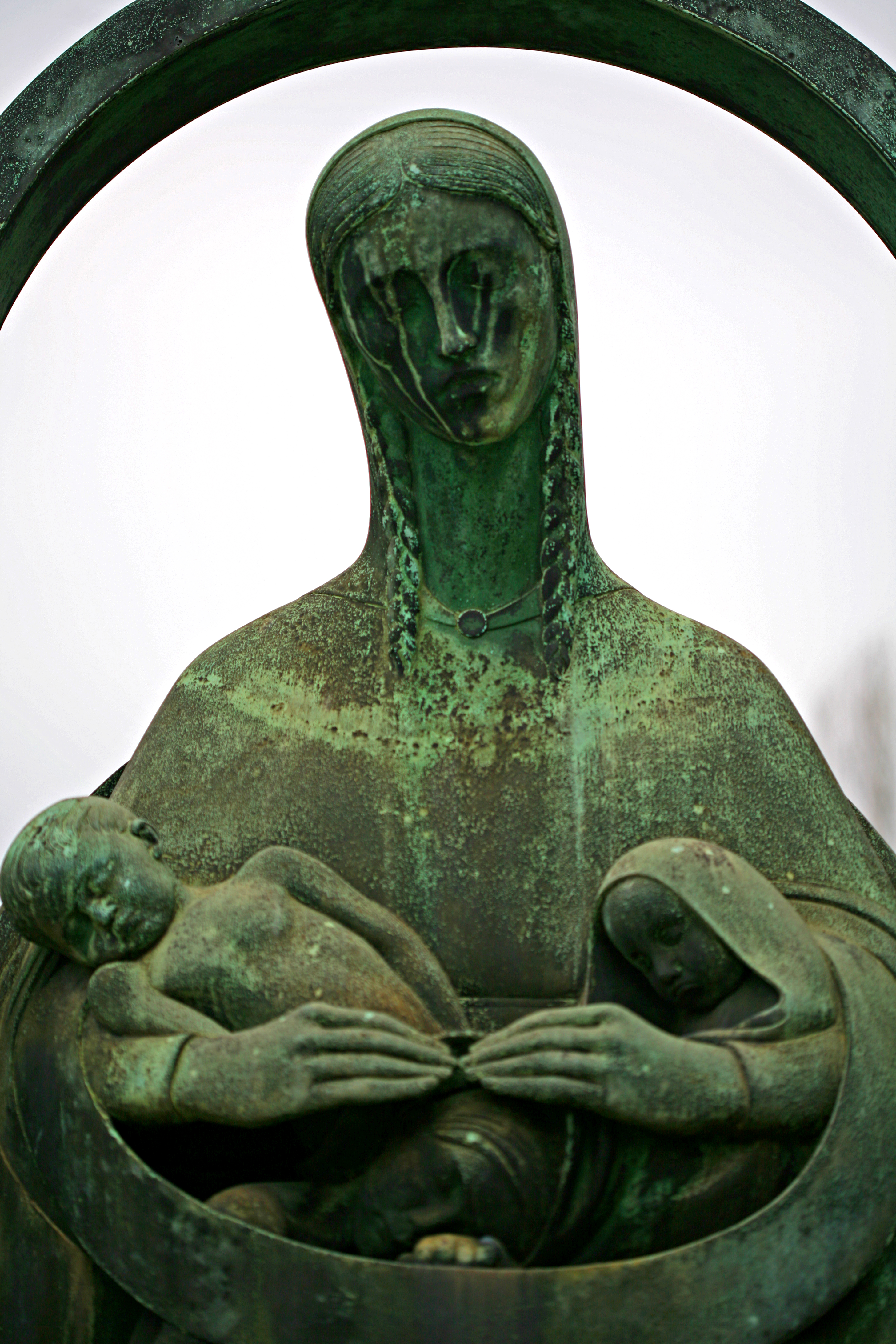
Denkmal für die Opfer des Anschlags vom 12. April 1928 auf dem Mailänder Zentralfriedhof

Das Attentat auf den italienischen König Viktor Emanuel III. auf der Mailänder Messe (Fiera di Milano) war ein terroristischer Anschlag, der sich am 12. April 1928 auf dem Piazzale Giulio Cesare in Mailand während der Eröffnungszeremonie der neunten Fiera Campionaria ereignete, die dem zehnjährigen Jubiläum des Sieges im Ersten Weltkrieg gewidmet war. Dabei wurde eine Bombe gezündet. Der König blieb unverletzt.
Bei dem Attentat verloren 14 Personen ihr Leben, weitere sechs Personen starben an den Folgen der Explosion in den darauffolgenden Tagen.

## Ablauf
Am Morgen des 12. April 1928 fuhr Viktor Emmanuel III., König von Italien, durch den Piazzale Giulio Cesare in Mailand zur Messe. Der Zug war von zahlreichen Menschen umgeben, die ihrem König ihren Respekt zollen wollten, als eine Bombe explodierte, die unter das gusseiserne Fundament einer Straßenlaterne gelegt worden war. Der Angriff verfehlte den König, tötete jedoch 20 Menschen und verletzte zahlreiche andere. Es existiert ein Bild, das kurz nach dem Attentat aufgenommen wurde, welches die Explosionsstelle mit dem Loch an der Basis der Laterne zeigt. Im Hintergrund werden Verwundete von Feuerwehrleuten geborgen.